# マンガ極皿
『マンガ極皿』（マンガきわめざら）は、魚乃目三太による日本の料理・グルメ漫画。『ヤングチャンピオン』（秋田書店）にて、2017年5号（2017年2月14日発売）から2018年11号（2018年5月8日発売）まで連載していた。コミックスは全1巻。
BSフジの料理番組『極皿〜食の因数分解〜』と連動した企画漫画で、番組のチーフ作家の吉田至が企画、グルメ漫画を描く魚乃目三太が作画を担い、番組作りの過程をグルメ情報も絡んで描く。
スタッフは吉田も含めて、おおむねテーマのグルメに一家言（こだわり）があるようで、グルメ情報はもとよりそれに伴う番組作り、論議もある。

## 登場人物

### 「極皿」スタッフ
吉田、市島、風間以外は（主人公やその他のスタッフを含めて）架空の人物である。そのため、実際の制作現場に（性格・趣味・言動など含め）脚色が加えられている。

#### 主要人物
愛子の視点から見たストーリーであるため、愛子と実在する三人が中心となる。
紙村愛子（かみむら あいこ）
主人公。番組の新人AD。仕事の忙しさと残飯処理で、不規則な生活を強いられて体調管理もできないでいる。一番の悩みは番組がグルメ番組なだけに体重の増加である。
大阪出身で、貧乏一家の娘。そのため、彼女のグルメスタンスはその家庭と大阪時代の味が原点となっている（彼女の思い入れのある料理が吉田にダメだしされたときは徹底抗戦し、さすがの吉田も彼女の取り組み方に感服する）。
苦手な食べ物は激辛料理、吉田に辛い麻婆豆腐を食べさせられて卒倒したことがある。
吉田至（よしだ いたる）
愛子の上司にあたる、番組のチーフ作家。名古屋出身でマヨネーズが大好きである。とにかくグルメに対してうるさい。だが、市島に言わせると、「ただ好き嫌いが激しいだけ」。
ADである愛子をこき使うが、愛子のグルメ調査に対して的を射たものであれば採用している。
暇つぶしで、自ら考案した「料理スタメンゲーム」をチームで考案して仮想対戦する。
市島晃生（いちじま てるお）
番組の演出家を務めるテレビディレクター。数多くのグルメ番組の演出を担当し、吉田とはグルメ話でよく衝突するが、激辛好きや冷やし中華のスープは飲まないなどといったことでは意見が一致している。吉田ほどではないが、愛子にダメだしすることもある。
「すき焼き」の回では、うるさくて撮影の邪魔になった吉田と愛子を店から締め出したため、愛子は店の（撮影・取材用の）残り物どころか残り汁すらありつけなかった。
風間直美（かざま なおみ）
愛子の担う番組を統括するプロデューサーで、タレントの子守りを愛子に頼んだことがある。
メタボ気味な愛子と市島に「ダイエット企画」を持ち込むが、そのたくらみは頓挫してしまう。
すき焼き談義でうるさい愛子と吉田を店から締め出した。

#### 他のスタッフ
頭巾男
スタッフの一人、会議では比較的よく発言する。
タイ焼き男
「タイ焼き」の回で、愛子・吉田・市島とともに取材のため、レンタカーに同乗した。
ぼろ車しか借りられなかった愛子に吉田・市島と一緒になって文句を言った。
眼鏡男
頭巾男に次いで、会議で発言する。卵サンドの食べ方では、頭巾男と衝突する。
ビーフシチューは、コメ派である。

### その他

#### 愛子の関係者
愛子のグルメ観において重要な存在。
紙村・両親（かみむら りょうしん）
愛子の両親、愛子の回想シーンのほか、母親が愛子の顔見がてら仕事場見物しに来たが、父親の肉声は電話だけの登場。
良子（りょうこ）
愛子の友人。彼氏と同棲しているが、けんかしていて仲直りしようとするが料理のことでもめてしまい、愛子に相談。
解決の糸口をつかもうと彼女をロケハンに同伴させて、それを基に料理を作るが彼氏のいう料理とは別物でもめてしまう。
愛子と一緒にパンケーキを食べに来た友人たちは、彼女とは別人である。

#### 仕事関係・他
愛子たちが「極皿」で知り合った人々など。
魚乃目三太（うおのめ さんた）
主にグルメ漫画を描いている漫画家。漫画で作画、コラムを担当。たまに登場するが、食レポに関しては吉田にダメだしされている。
大槻・母息（おおつき おやこ）
風間が愛子に子守をお願いしたママタレント・大槻加奈子と息子・マナブ。母（加奈子）のナポリタンが食べたいというマナブのために愛子は番組厨房室を使って、彼のために手料理をつくった。
久住昌之（くすみ まさゆき）
番組座談会のゲストとして登場（対談相手は魚乃目）した、グルメ漫画原作者。こちらは吉田に気の利いた食レポを期待されている。

## コーナー
作者・魚乃目が毎回、漫画で紹介した料理がメニューにある店を取材する「この店が極み」が漫画の次ページで掲載された。

## 書誌情報
- 魚乃目三太 『マンガ極皿 究極の食し方!』 秋田書店〈秋田トップコミックス〉、全1巻
  1. 2018年7月26日発売、ISBN 978-4-253-24932-4